# Hauptamt Volksdeutsche Mittelstelle

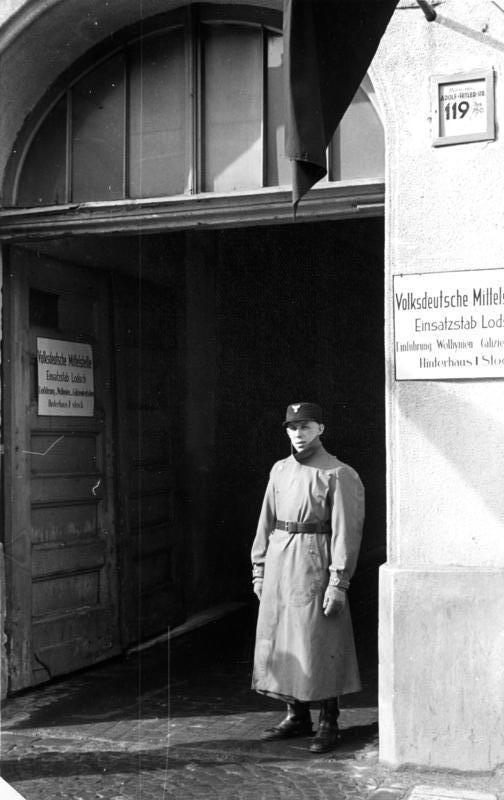
VoMi-kontor i Litzmannstadt.

Hauptamt Volksdeutsche Mittelstelle (VoMi) var i Tredje riket ett samordningsorgan som ombesörjde folktyskarnas välfärd. VoMi grundades 1937 och leddes av Obergruppenführer Werner Lorenz.